# Gare de Dudelange-Centre
La gare de Dudelange-Centre est une gare ferroviaire luxembourgeoise de la ligne 6b, de Bettembourg à Dudelange-Usine (Volmerange-les-Mines), située rue de l'Étang à proximité du centre-ville de Dudelange dans le canton d'Esch-sur-Alzette.
Mise en service en 1999 par la Société nationale des chemins de fer luxembourgeois (CFL), c'est une halte voyageurs desservie par des trains Regional-Express (RE) et Regionalbunn (RB).

## Situation ferroviaire
Établie à 289 mètres d'altitude, l'arrêt de Dudelange-Centre est située au point kilométrique (PK) 4,450 de la ligne 6b, de Bettembourg à Dudelange-Usine (Volmerange-les-Mines), entre les gares de Dudelange-Ville et de Dudelange-Usines.

## Histoire
Le nouvel arrêt de Dudelange-Centre est mis en service le 30 mai 1999 par la Société nationale des chemins de fer luxembourgeois, sur la ligne 6b, Bettembourg – Dudelange-Usines.

## Service des voyageurs

### Accueil
Halte CFL, elle dispose d'un abri et d'un automate pour l'achat de titres de transport.

### Desserte
Dudelange-Centre est desservie par des trains Regionalbunn (RB) de la relation Bettembourg - Volmerange-les-Mines,.

### Intermodalité
Le centre-ville est accessible à pied. L'arrêt de bus le plus proche Dudelange, Gemeng, est situé à environ 250 m de marche par la voie publique et est desservi par les lignes 4, 5, 8, 9 et 10 du transport intercommunal de personnes dans le canton d'Esch-sur-Alzette et par les lignes 507, 592, 631 et 633 du Régime général des transports routiers.